# Acacia leprosa
Acacia leprosa — вид квіткових рослин з родини бобових. Ареал: Австралія (Новий Південний Уельс, Квінсленд, Тасманія, Вікторія).

## Середовище
Росте в евкаліптових лісах і відкритих лісах.

## Біоморфологічна характеристика
Acacia leprosa є дуже варіабельним видом, і визнано п'ять алопатричних різновидів, щоб врахувати варіацію (яка найбільш виражена у Вікторії). Це випростаний або розлогий кущ (1–6 метрів заввишки), іноді дерево (до 10 метрів). Назва «leprosa» стосується борошнистого або плямистого характеру філодій (верх позначений точками). Цвітіння відбувається з серпня по листопад.

## Культивування
Вид віддає перевагу добре дренованим сонячним або злегка затіненим місцям. Розмноження відбувається попередньо обробленим насінням або живцями.